# Michaël Taupin
Michaël Taupin, född 12 mars 1972, är en fransk bågskytt. Han deltog vid olympiska sommarspelen 1992.